# Actinoptera espunensis
Actinoptera espunensis är en tvåvingeart som beskrevs av Erich Martin Hering 1934. Actinoptera espunensis ingår i släktet Actinoptera och familjen borrflugor.
Artens utbredningsområde är Spanien. Inga underarter finns listade i Catalogue of Life.